# RAL-Design-System

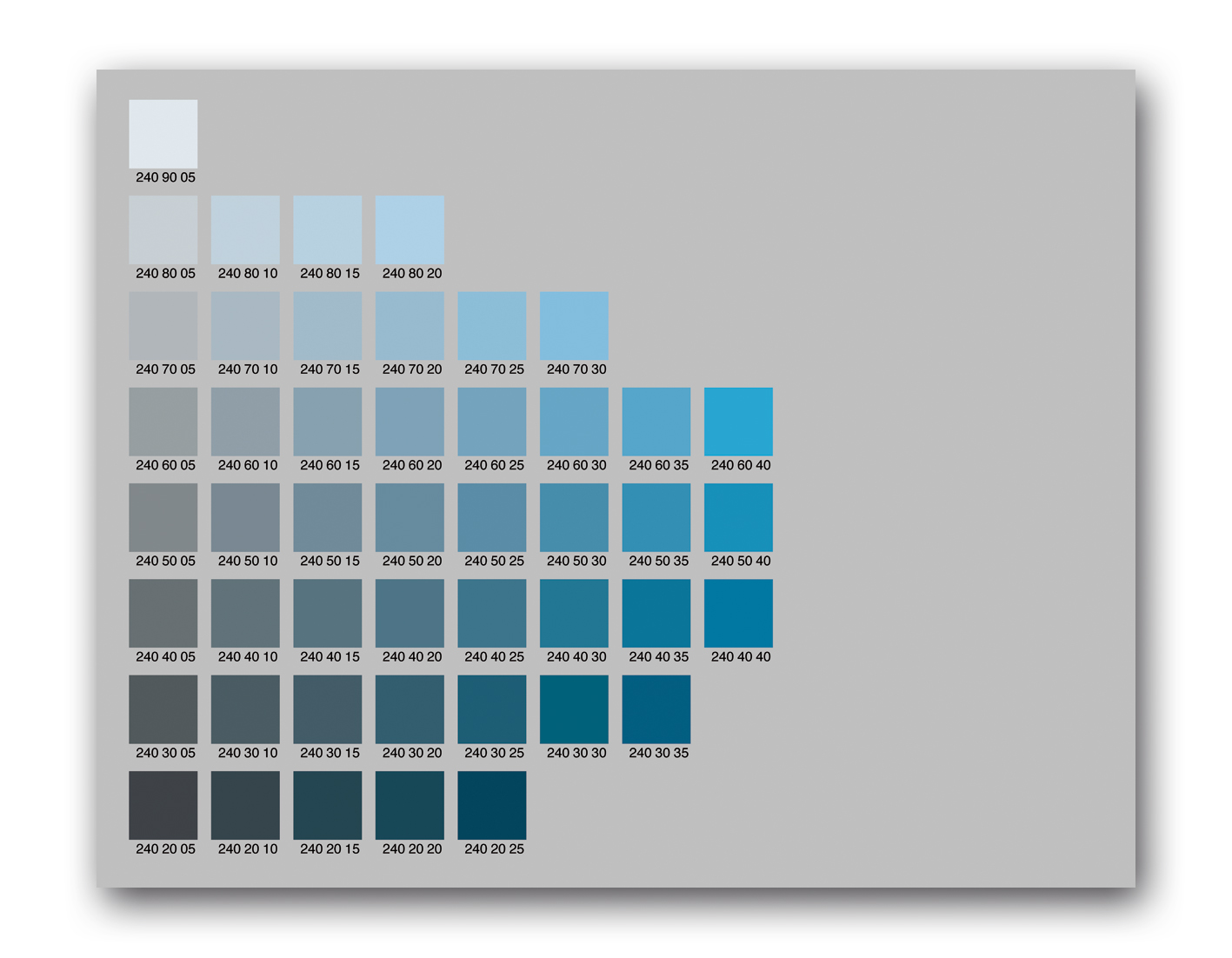
Seite aus dem RAL DESIGN-Atlas (Ed. 1999)

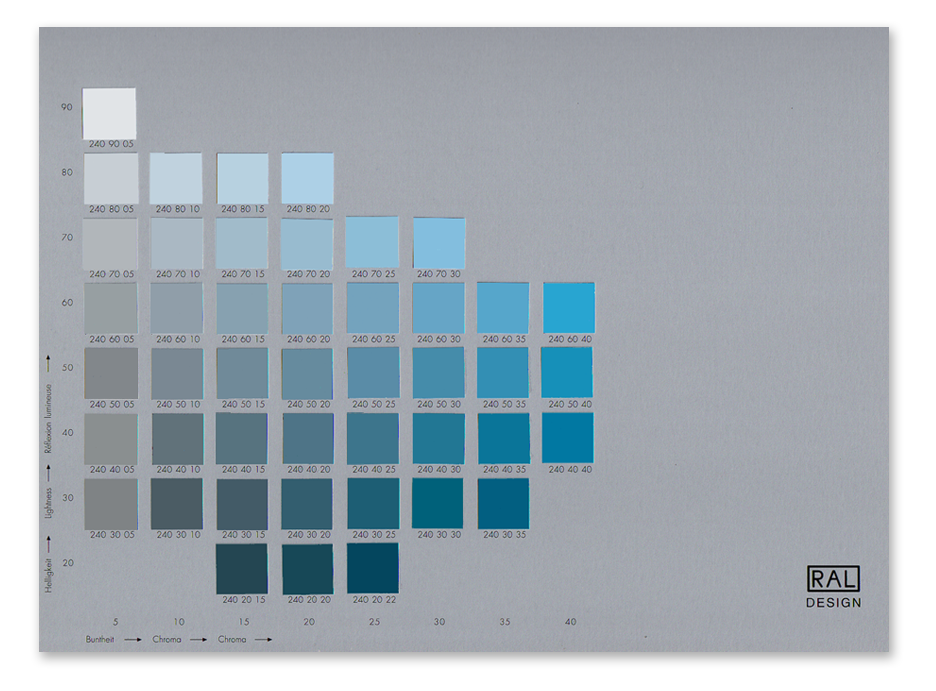
Seite aus dem RAL DESIGN-Atlas (Ed. 2007)

Das RAL-Design-System (Produktbezeichnung: RAL DESIGN) ist ein Farbsystem, das seit 1993 von der RAL gemeinnützige GmbH herausgegeben wird. Im Gegensatz zu den Farbfächern RAL Classic und RAL Effect, die reine Farbsammlungen sind, weist das RAL-Design-System eine Systematik auf. Die auf dem Markt erhältlichen Farbfächer des Systems enthalten 1625 Farben. 

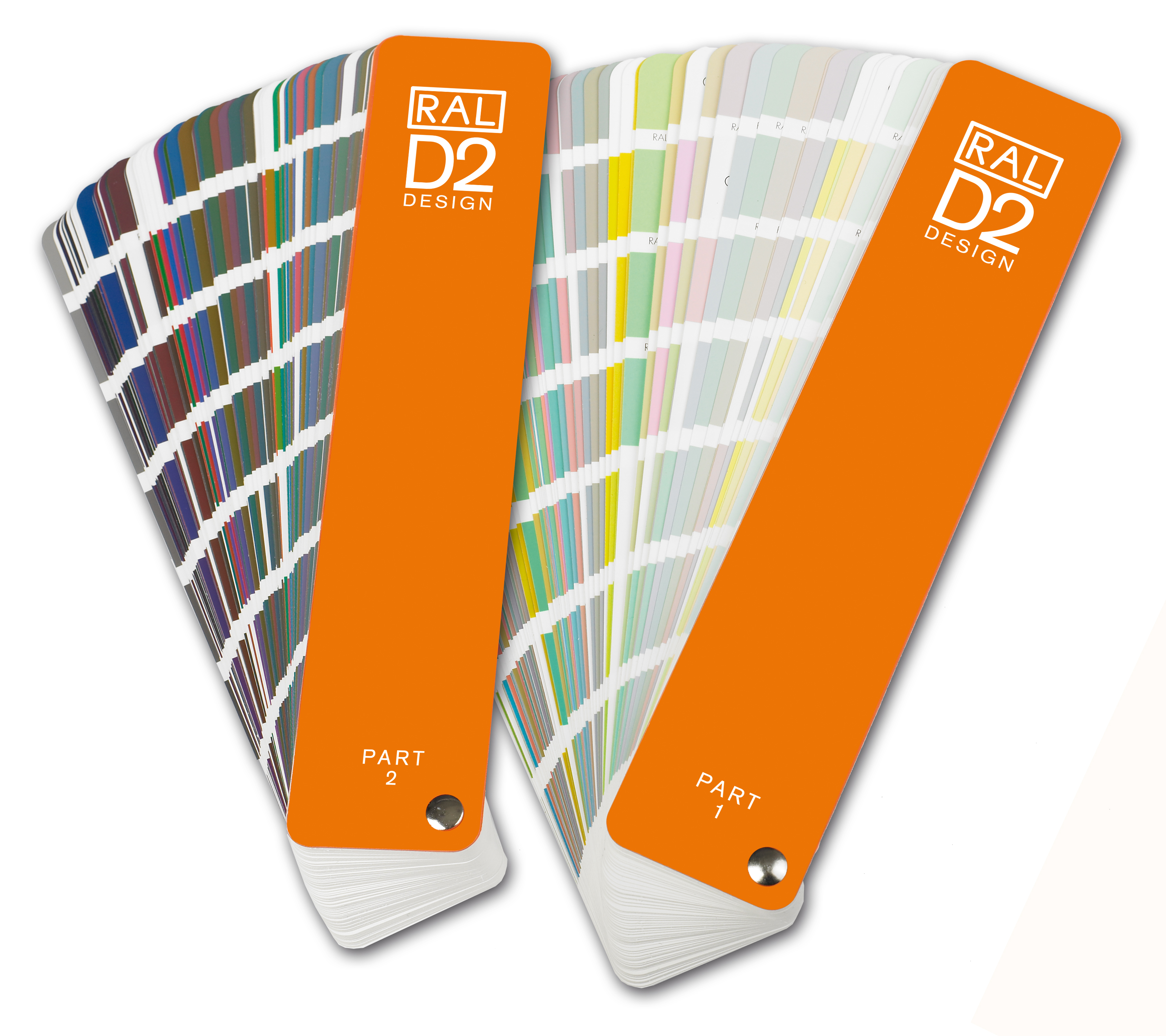
RAL DESIGN-Farbfächer

## Aufbau
RAL stellte in der ersten Fassung von 1993 den CIELab-Farbraum für die Lichtart D65 und den Beobachterwinkel 10° (nach CIE 1976) in Form der Polarkoordinaten LCh dar (Lightness/Helligkeit - Chroma/Buntheit - Hue/Farbton). Die Bunttöne (Hue, h) bilden einen Farbkreis, in dem Rot 360° entspricht. Im Gegenuhrzeigersinn folgen Gelb (90°), Grün (180°) und Blau (270°). Die Buntheit entspricht der Chromazität C*. Je höher der angegebene Wert ist, desto reiner ist die Farbe. Die Unbuntachse entspricht Hue=0°, C=0 und der Helligkeit L* (0=Schwarz, 100=Weiß, realisiert wurden zwischen 20 und 92).
Ein RAL-Design-Farbcode ist in der Form HHH-LL-CC aufgebaut, wodurch er recht leicht erfassbar wird als Farbton – Helligkeit – Buntheit.
Die RAL-Design-Farben stellten in der von Ludwig Gall konzipierten ersten Fassung von 1993 systematisch abgestufte CIELab-Farbbeispiele dar. Die Angabe von nicht im Farbfächer enthaltenen Zwischenfarbtönen war möglich, da es sich bei CIELab um ein berechenbares, kontinuierliches Farbmodell handelt. 
Mittlerweile wurde RAL DESIGN mehrfach verändert, so dass heute zwar noch die CIEL*a*b* HLC-Bezeichnung in den Farbnamen verwendet wird, die Farbtöne selbst aber von den CIEL*a*b*-Koordinaten abweichen (Beispiel: RAL 000 15 00 wird mit L*a*b* 12.97, 0.07. 0.31 angegeben, CIEL*a*b*-HLC 0 15 0 entspräche aber Lab 15 0 0).

## Eigenschaften
Das RAL-Design-System wurde im Gegensatz zu visuell gleichabständigen Farbsystemen wie dem Natural Color System (NCS) oder dem Munsell-Farbsystem als farbmetrisch gleichabständig konzipiert. Der CIELab-Farbraum wird in Hue, Lightness und Chroma hauptsächlich in 10er Schritten abgegriffen. Jedoch wurden bei Hue= 75, 85, 95 Zwischenstufen eingefügt. Auf vielen Seiten existieren weitere (5er) Zwischenstufen in C. In dunklen Farbbereichen werden seit 2007 auch in der gewählten Systematik enthaltene Farbtöne weggelassen, was zu Wiedergabelücken des CIELab-Farbraums führt.